# عبارت تبلیغاتی

شعار اپل بین سال‌های ۱۹۹۷ تا ۲۰۰۲: «متفاوت فکر کنید»

عبارت تبلیغاتی یا تگ‌لاین (انگلیسی: tagline) عبارت یا جمله‌ای است که در زمینه‌های گوناگون تجاری، سیاسی، مذهبی و... به کار می‌رود و فلسفهٔ پشت یک نهاد یا برند را تکرار و یادآوری می‌کند.